# جيمي ديكسون
جيمي ديكسون (بالإنجليزية: Jimmy Dixon)‏ (10 أكتوبر 1981 في ليبيريا - ) هو لاعب كرة قدم ليبيري في مركز قلب الدفاع، شارك في كأس الأمم الأفريقية 2002. وشارك مع منتخب ليبيريا لكرة القدم. أما مع النوادي، فقد لعب مع بولو سبور ومانيساسبور ونادي آسيريسكا ونادي مالمو ونادي هكن وAssyriska BK ‏ وMark Professionals FC ‏ وFloda BoIF ‏.

## وصلات خارجية
- جيمي ديكسون على موقع الاتحاد الدولي (مؤرشف)  (الإنجليزية)
- جيمي ديكسون على موقع اتحاد السويد (السويدية)
- جيمي ديكسون على موقع اتحاد تركيا (لاعب) (الإنجليزية)
- جيمي ديكسون على موقع قاعدة بيانات كرة القدم.إي يو (الإنجليزية)
- جيمي ديكسون على موقع ناشيونال فوتبول تيمز (الإنجليزية)
- جيمي ديكسون على موقع Soccerway.com (الإنجليزية)
- جيمي ديكسون على موقع عالم كرة القدم.نت (الإنجليزية)